# Moyale
Moyale è una città di confine suddivisa in un'area etiopica e in una keniana.
In base ai dati del 2005 la parte etiopica aveva una popolazione di 25.038 abitanti, di cui 13.665 maschi e 11.373 femmine, mentre la parte keniana contava una popolazione di 9.276 abitanti (censimento 1999). Il centro abitato del Kenya, inoltre, era il capoluogo dell'omonimo distretto; nel 2013 è entrato a far parte della contea di Marsabit.
La popolazione locale è formata quasi esclusivamente da borana, ma ci sono anche minoranze di somali, rendille, e sakuye.
Durante la seconda guerra mondiale, entrambe le parti della città vennero occupate dagli italiani nel 1940 e riconquistate dagli inglesi il 15 luglio 1941.
| Controllo di autorità | VIAF (EN) 247808994 |